# 丁梅
丁梅（1973年12月—），女，汉族，上海人，中华人民共和国政治人物。现任民盟中央常委，民盟天津市委专职副主委。第十三、十四届全国政协委员。